# Jola-Felupe jezik
Jola-Felupe jezik (ejamat, ediamat, feloup, felup, felupe, floup, flup, fulup; ISO 639-3: eja), jedan od dva atlantska jezika podskupine her-ejamat, šira skupina jola, kojim govori preko 26 000 ljudi u Gvineji Bisao i Senegalu. 
Većina govornika naseljava distrikt San Domingo u Gvineji Bisao (23 800; 2006), a ostali na jugu Senegala (2 230; 2007 SIL).

## Vanjske poveznice
- Ethnologue (14th)
- Ethnologue (15th)